# Мараан
Мараан (порт. Maraã)  —  муниципалитет в Бразилии, входит в штат Амазонас. Составная часть мезорегиона Север штата Амазонас. Входит в экономико-статистический  микрорегион Жапура.Население составляет 17 528 человек на 2010 год. Занимает площадь 16 830,827 км². Плотность населения — 1,04 чел./км².

Мараан на карте штата.

## Границы
Муниципалитет граничит:
- на севере —  муниципалитет Санта-Изабел-ду-Риу-Негру
- на северо-востоке —  муниципалитет Барселус
- на востоке —  муниципалитет Куари
- на юге —  муниципалитет Тефе
- на юго-западе —  муниципалитеты Фонти-Боа, Уарини, Алварайнс
- на западе —  муниципалитет Жапура

## Демография
Согласно сведениям, собранным в ходе переписи 2010 г. Национальным институтом географии и статистики (IBGE), население муниципалитета составляет:
| Полное население                               | Полное население                               | Полное население                               | Полное население                               | 17 528 |
| ---------------------------------------------- | ---------------------------------------------- | ---------------------------------------------- | ---------------------------------------------- | ------ |
| в том числе:                                   | Городское население                            | 8753                                           | Процент городского населения, %                | 49,94  |
|                                                | Сельское население                             | 8775                                           | Процент сельского населения, %                 | 50,06  |
|                                                | Мужское население                              | 9407                                           | Процент мужского населения, %                  | 53,67  |
|                                                | Женское население                              | 8121                                           | Процент женского населения, %                  | 46,33  |
| Плотность населения, чел/км²                   | Плотность населения, чел/км²                   | Плотность населения, чел/км²                   | Плотность населения, чел/км²                   | 1,04   |
| Население муниципалитета в % к населению штата | Население муниципалитета в % к населению штата | Население муниципалитета в % к населению штата | Население муниципалитета в % к населению штата | 0,50   |

По данным оценки 2015 года, население муниципалитета составляет 18 423 жителя.

## Важнейшие населенные пункты
| № | Населённый пункт    | Населённый пункт (порт.) | Категория         | Население чел. (2010) | На карте                       |
| - | ------------------- | ------------------------ | ----------------- | --------------------- | ------------------------------ |
| 1 | Мараан              | Maraã                    | город             | 8753                  | 1°51′23″ ю. ш. 65°35′24″ з. д. |
| 2 | Сан-Жозе-ду-Кую-Кую | São José do Cuiu-Cuiu    | индейская деревня | 256                   | 2°27′26″ ю. ш. 65°04′15″ з. д. |
| 3 | Санту-Сан-Педру     | Santo São Pedro          | индейская деревня | 171                   | 2°20′38″ ю. ш. 65°07′51″ з. д. |
| 4 | Вила-Нова II        | Vila Nova II             | индейская деревня | 130                   | 2°27′02″ ю. ш. 65°04′31″ з. д. |
| 5 | Вила-Нова I         | Vila Nova I              | индейская деревня | 112                   | 2°24′35″ ю. ш. 65°05′24″ з. д. |
| 6 | Нова-Эстрела        | Nova Estrela             | индейская деревня | 53                    | 2°26′49″ ю. ш. 65°03′35″ з. д. |